# Ruichang
Ruichang (Chinees: 瑞昌; pinyin: Ruìchāng) is een stad in de provincie Jiangxi van China. Ruichang  
ligt in de prefectuur Jiujiang.  
Ruichang heeft meer dan 100.000 inwoners. Het kamp van Jiujiang ligt in het arrondissement Ruichang.